# Tabapuã
Tabapuã là một đô thị ở bang São Paulo của Brasil.

## Địa lý
Đô thị này nằm ở vĩ độ 20º57'51" độ vĩ nam và kinh độ 49º01'54" độ vĩ tây, trên khu vực có độ cao 516 m. Dân số năm 2004 ước tính là 10.766 người. 

### Sông ngòi
- Sông da Onça
- Sông Turvo

### Các xa lộ
- SP-310